# Струна
Струните са вибриращите елементи, които служат като източник на звук в струнните инструменти като цигулка, китара, арфа и пиано. Те са дълги, направени са от гъвкав материал и се закрепват опънати, така че да могат да вибрират свободно. Честотата на трептене, съответно и на звука, зависи от дължината, силата на опън и масата на струната.

## Конструкция на струните
Според конструкцията на инструмента, за който са предназначени, струните обикновено имат в единия край топче или пръстен, за да се закрепват за инструмента. Струните за някои инструменти имат защитни копринени обвивки в краищата си. Цветът и шарката на коприната може да се ползват за разпознаване вида на струната. Те могат да бъдат „прости“ (изцяло от един материал, например стомана или найлон) или със сърцевина от един материал и намотки от друг (бронз, фосфорен бронз), за увеличаване на масата и дебелината и съответно за понижаване на тона. Струната може да се състои и от медна, желязна, посребрена или позлатена намотка около струна от синтетичен материал, както се използва при струните за класическа китара. .
Тонът на струната зависи от нейното тегло, и следователно от диаметъра ѝ. Прието е диаметърът да се мери в хилядни от инча, въпреки това метричните единици също се използват. Колкото по-голям е диаметърът, толкова по-тежка е струната. По-дебелите струни изискват повече обтягане за същия тон и затова по-трудно се притискат към грифа. Те също така издават по-силен и по-плътен звук. Ако струните на инструмент с прагчета бъдат заменени със струни с друга дебелина, може да се наложи регулиране на височината им над грифа, за да се улесни свиренето с инструмента или да се избегне жуженето от нежелания допир с прагчетата.

## Струни за китара
Металните струни за 6-струнна китара обикновено се предлагат в комплект. Обикновено комплектите се означават с дебелината на първата струна (например 9) или на първата и последната (например 9 – 42). Дебелините се дават в инчове или милиметри. При някои производители има леки разлики в градацията на дебелините. Примерните данни по-долу са от диаграмите на „D'Addario“ за обикновени кръглонавити струни с никелова обвивка.
| Име                                        | 1 (E) ин/мм | 2 (B) ин/мм | 3 (G) ин/мм | 4 (D) ин/мм | 5 (A) ин/мм | 6 (E) ин/мм |
| ------------------------------------------ | ----------- | ----------- | ----------- | ----------- | ----------- | ----------- |
| Extra super light (8 – 38/20 – 97)         | 0,008/0,20  | 0,010/0,25  | 0,015/0,38  | 0,021/0,53  | 0,030/0,76  | 0,038/0,97  |
| Super light (9 – 42/23 – 107)              | 0,009/0,23  | 0,011/0,28  | 0,016/0,41  | 0,024/0,61  | 0,032/0,81  | 0,042/1,07  |
| Regular light (10 – 46/25 – 117)           | 0,010/0,25  | 0,013/0,33  | 0,017/0,43  | 0,026/0,66  | 0,036/0,91  | 0,046/1,17  |
| Extra light w/heavy bass (9 – 46/23 – 117) | 0,009/0,23  | 0,013/0,33  | 0,021/0,53  | 0,029/0,74  | 0,036/0,91  | 0,046/1,17  |
| Medium (11 – 49/28 – 124)                  | 0,011/0,28  | 0,014/0,36  | 0,018/0,46  | 0,028/0,71  | 0,038/0,97  | 0,049/1,24  |
| Heavy (12 – 54/30 – 137)                   | 0,012/0,30  | 0,016/0,41  | 0,020/0,51  | 0,032/0,81  | 0,042/1,07  | 0,054/1,37  |
| Extra heavy (13 – 62/33 – 157)             | 0,013/0,33  | 0,017/0,43  | 0,026/0,66  | 0,036/0,91  | 0,046/1,17  | 0,062/1,57  |

## Струни за бас китара
Обикновено струните за бас китара са с дебелините, показани по-долу. Те се произвеждат в три варианта – къси, средни и дълги, в зависимост от дължината на грифа.
| Име                         | 1 (G) ин/мм | 2 (D) ин/мм | 3 (A) ин/мм | 4 (E) ин/мм | 5 (B) ин/мм |
| --------------------------- | ----------- | ----------- | ----------- | ----------- | ----------- |
| Light (40 – 100/102 – 254)  | 0,040/1,02  | 0,060/1,52  | 0,080/2,03  | 0,100/2,54  | 0,130/3,30  |
| Medium (45 – 105/114 – 267) | 0,045/1,14  | 0,065/1,65  | 0,085/2,16  | 0,105/2,67  | 0,130/3,30  |